# Gustavo Cardemil Alfaro
Gustavo Cardemil Alfaro (Quillota, 10 de abril de 1920-Viña del Mar, 11 de julio de 2008), fue un químico industrial y político demócratacristiano chileno.

## Actividades profesionales
Hizo sus estudios primarios y secundarios en el Instituto Rafael Ariztía y en el Liceo de Hombres "Santiago Escutti Orrego" de Quillota. Ingresó posteriormente al Instituto Politécnico de la Pontificia Universidad Católica de Chile, donde egresó como químico industrial.
Trabajó en la Caja de Previsión de Empleados Particulares (EMPART) (1942-1960). Vivió en Rancagua y Valparaíso, llegando ser Jefe de Sección de Préstamos Hipotecarios.
Fue importante dirigente gremial, presidió la Confederación provincial de Empleados Particulares de Chile y ejerció además la presidencia de la Asociación de Empleados Semifiscales (ANES).

## Actividades políticas
Inició sus actividades políticas en el Liceo, cuando asumió la Presidencia de la Federación de Estudiantes Secundarios. Se incorporó a la Democracia Cristiana (1957), llegando a ser consejero nacional (1963).
Elegido Diputado por Imperial, Quillota, Limache y Casablanca (1965-1969). Integró la comisión permanente de Trabajo y Seguridad Social.
Reelecto Diputado por la misma agrupación departamental (1969-1973), en este período formó parte de la comisión permanente de Economía y Comercio.
Nuevamente Diputado por Valparaíso (1973-1977), alcanzó a integrar la comisión permanente de Minería e Industrias. Sin embargo, el período legislativo quedó suspendo a raíz de la intromisión militar el 11 de septiembre de 1973 que derrocaron al gobierno y suspendieron la Constitución.
Tras la Dictadura, formó parte de la Concertación de Partidos por la Democracia y fue nuevamente elegido Diputado por el Distrito 14, que corresponde a la comuna de Viña del Mar (1990-1994). En este período participó de la comisión permanente de Defensa Nacional.

## Historia electoral

### Elecciones parlamentarias de 1973
- Diputado por la Sexta Agrupación Departamental (Valparaíso, Quillota e Isla de Pascua)

| Candidato                                 | Partido                    | Votos   | %      | Resultado |
| ----------------------------------------- | -------------------------- | ------- | ------ | --------- |
| A. Confederación de la Democracia         |                            |         |        |           |
| Gonzalo Yuseff Sotomayor                  | PN                         | 24 575  | 6,86%  | Diputado  |
| Eugenio Ortúzar Latapiat                  | PN                         | 20 037  | 5,60%  | Diputado  |
| Gustavo Lorca Rojas                       | PN                         | 19 104  | 5,34%  | Diputado  |
| Aníbal Scarella Calandroni                | PN                         | 26 758  | 7,47%  | Diputado  |
| Carlos Soya González                      | PIR                        | 3597    | 1,00%  |           |
| Jorge Ovalle Quiroz                       | DR                         | 5835    | 1,63%  |           |
| Gustavo Cardemil Alfaro                   | PDC                        | 20 537  | 5,74%  | Diputado  |
| Eduardo Sepúlveda Muñoz                   | PDC                        | 13 492  | 3,77%  |           |
| Jorge Santibáñez Ceardi                   | PDC                        | 15 871  | 4,43%  |           |
| Alfonso Ansieta Núñez                     | PDC                        | 25 116  | 7,01%  | Diputado  |
| Héctor Castro Castro                      | PDC                        | 16 192  | 4,52%  | Diputado  |
| Teresa Maillet de De la Maza              | PDC                        | 11 697  | 3,27%  |           |
| Votos de Lista                            | CODE                       | 4397    | 1,23%  |           |
| B. Unidad Popular                         |                            |         |        |           |
| Osvaldo Giannini Íñiguez                  | IC                         | 5279    | 1,47%  |           |
| Carlos Andrade Vera                       | PCCh                       | 25 663  | 7,17%  | Diputado  |
| Andrés Sepúlveda Carmona                  | PS                         | 11 549  | 3,22%  | Diputado  |
| Mario Barahona Ceballos                   | PR                         | 11 412  | 3,19%  |           |
| Manuel Cantero Prado                      | PCCh                       | 27 833  | 7,78%  | Diputado  |
| Nelson Salinas Guzmán                     | PS                         | 6432    | 1,79%  |           |
| Luis Guastavino Córdova                   | PCCh                       | 23 935  | 6,69%  | Diputado  |
| Jorge Cox Méndez                          | PS                         | 9432    | 2,63%  |           |
| Rodemil Yáñez Yáñez                       | PCCh                       | 353     | 0,10%  |           |
| Gloria Fernández Farías                   | API                        | 845     | 0,23%  |           |
| Armando Barrientos Miranda                | PS                         | 11 579  | 3,23%  | Diputado  |
| Juan Enrique Vega Patri                   | MAPU                       | 7807    | 2,18%  |           |
| Votos de Lista                            | UP                         | 3610    | 1,00%  |           |
| Votos válidamente emitidos                | Votos válidamente emitidos | 357 909 | 98,86% |           |
| Votos nulos                               | Votos nulos                | 3132    | 0,86%  |           |
| Votos en blanco                           | Votos en blanco            | 990     | 0,28%  |           |
| Total de votos emitidos                   | Total de votos emitidos    | 362 031 | 100,0% |           |
| Fuente: Dirección del Registro Electoral. |                            |         |        |           |

### Elecciones parlamentarias de 1989
Diputado por el Distrito Nº14 (Viña del Mar, en la V Región de Valparaíso)
| Candidato                  | Pacto                                      | Partido       | Votos  | %     | Resultado |
| -------------------------- | ------------------------------------------ | ------------- | ------ | ----- | --------- |
| Gustavo Cardemil Alfaro    | Concertación de Partidos por la Democracia | DC            | 47 252 | 27,44 | Diputado  |
| Aníbal Scarella Calandroni | Concertación de Partidos por la Democracia | PPD           | 34 732 | 20,17 |           |
| Rafael Otero Echeverría    | Alianza de Centro                          | DR            | 3 465  | 2,01  |           |
| Fernando Palma Cortéz      | Alianza de Centro                          | AN            | 2 416  | 1,40  |           |
| Raúl Urrutia Ávila         | Democracia y Progreso                      | RN            | 30 005 | 17,42 | Diputado  |
| Luis Parot Donoso          | Democracia y Progreso                      | UDI           | 28 783 | 16,71 |           |
| Blanca Betbeder Aguilar    | Liberal-Socialista Chileno                 | ILE           | 16 911 | 9,82  |           |
| Eugenio Curti Leite        | Independiente                              | Independiente | 1 585  | 0,92  |           |